# Lech Rzewuski
Lech Rzewuski (ur. 5 października 1941 w Zamościu, zm. 6 sierpnia 2004 w Saltsjöbaden koło Sztokholmu) – polski malarz, poeta i publicysta działający w Szwecji. Autor licznych obrazów olejnych, grafik, rzeźb i innych prac. Uczestnik wielu wystaw, w tym kilkunastu indywidualnych. Jego prace znajdują się w zbiorach prywatnych, galeriach i muzeach w Europie i USA.

## Edukacja
Od 1946 mieszkał we Wrocławiu, gdzie uczęszczał najpierw do Państwowego Liceum Sztuk Plastycznych w latach 1956-1961, a następnie studiował na Wyższej Szkole Sztuk Pięknych im.Eugeniusza Gepperta w latach 1961-1967. Jego wykładowcami byli profesorowie Stanisław Dawski, Maria Dawska, B.Hoffman, St.Michałowski. Specjalizację w projektowaniu szkła odbył pod kierunkiem prof. Ludwika Kiczury.

## Twórczość
W roku 1967 wyjechał do Szwecji, gdzie założył rodzinę i osiedlił się. Już w latach 70. zdobył uznanie i popularność wśród krytyków i marszandów sztuki szwedzkiej. Stale próbował nowych form wyrazu artystycznego. Tworzył obrazy olejne na płótnie, grafiki, collage, rysunki i rzeźby. W latach 1980–1986 przebywał w Mozambiku, gdzie pracował jako nauczyciel sztuk plastycznych i pomagał tworzyć szkolnictwo artystyczne w tym rejonie Afryki.
W latach 90. coraz częściej i chętniej wypowiadał się tekstami, po polsku i po szwedzku, w formie poezji, eseju, publicystyki i wspomnień. Będąc naturalizowanym Szwedem zachował artystyczną i osobistą polskość, pozostając otwartym na odmienność kulturową, która z jednej strony jest przeszkodą, ale może być inspiracją.
Jego polskie obywatelstwo artystyczne potwierdziły indywidualne wystawy-retrospektywy organizowane periodycznie w Instytucie Polskim w Sztokholmie, w tym pośmiertna wystawa Lech Rzewuski - Konstnär och Människa (Artysta i Człowiek) w styczniu i lutym 2007, współorganizowana przez sztokholmską Galleri Mitteleuropa.
Z okazji 70. rocznicy urodzin artysty otwarto 25 września 2011 wystawę w Galerii Klimaty w Męćmierzu koło Kazimierza Dolnego.